# Godhjalt Saemingsson
Godhjalt Saemingsson (n. 264) fue un caudillo vikingo, rey de Hålogaland (Håløigkonge). Aparece en diversas listas genealógicas de Haakon Jarl que se remontan hasta el patriarcado de Odín. Era hijo de Sæming, hijo de Odín y padre de Sverdhjalt Godhjaltsson. Aparte de su mención en el poema Háleygjatal (Håløygjatal) del escaldo Eyvindr skáldaspillir, no se sabe nada sobre su reinado.